# Рибейрао Прето
Рибейрао Прето е град и община в щата Сао Пауло, Югоизточна Бразилия. Населението му е 605 114 жители (2010 г.), а площта 651,37 кв. км. Намира се на 546 м н.в. Пощенският му код е 14000-000, а телефонния +55 16. Смъртността е 9,90 на 1000. Населението по данни от преброяването от 2000 г. е: 76,9% бяло, 5,6% чернокожо, 15,7% съставено от мулати, 0,8% азиатци, 0,1% индианци.